# Кулиеракис, Константинос
Константинос Кулиеракис (греч. Κωνσταντίνος Κουλιεράκης; родился 28 ноября 2003, Ханья) — греческий футболист, центральный защитник немецкого клуба «Вольфсбург» и сборной Греции.

## Клубная карьера
Воспитанник клуба ПАОК, Кулиеракис дебютировал за основную команду клуба 20 августа 2022 года в матче греческой Суперлиги против клуба «Панетоликос».

## Достижения
ПАОК
- Чемпион Греции: 2023/24

## Карьера в сборной
17 ноября 2022 года Кулиеракис дебютировал за сборную Греции в товарищеском матче против Мальты.